# Dilophosaurus
Dilophosaurus (do grego δύο (di) + λοφος (lophos) + σαῦρος (saurus); "lagarto de duas cristas") foi um gênero de dinossauro carnívoro e bípede que viveu durante o inicio do período Jurássico inferior. Provavelmente ele também foi o maior predador de sua época, apesar de provavelmente se alimentar também de carcaças. Três esqueletos foram descobertos no norte do Arizona em 1940 e os dois mais bem preservados foram coletados em 1942. O espécime mais completo tornou-se o holótipo de uma nova espécie do gênero Megalosaurus, denominada M. wetherilli por Samuel P. Welles em 1954. Welles encontrou um esqueleto maior pertencente à mesma espécie em 1964. Percebendo que exibia cristas no crânio, ele atribuiu a espécie ao novo gênero Dilophosaurus em 1970, batizando a espécie-tipo de Dilophosaurus wetherilli.
Com cerca de sete metros de comprimento, com um peso de cerca de 400 kg, Dilophosaurus foi um dos primeiros grandes dinossauros predadores e o maior animal terrestre conhecido na América do Norte em sua época. Era esbelto e de constituição leve, e o crânio era proporcionalmente grande, mas delicado. O focinho era estreito e a mandíbula superior tinha uma abertura ou dobra abaixo da narina. Tinha um par de cristas longitudinais arqueadas em seu crânio; sua forma completa é desconhecida, mas provavelmente foram aumentadas pela queratina. A mandíbula era delgada e delicada na frente, mas profunda na parte de trás. Os dentes eram longos, curvos, finos e comprimidos lateralmente. Os do maxilar inferior eram muito menores do que os do maxilar superior. A maioria dos dentes tinha serrilhas nas bordas anterior e posterior. O pescoço era longo e suas vértebras eram ocas e muito leves. Os braços eram poderosos, com um osso do braço longo e fino. As mãos tinham quatro dedos; o primeiro era curto mas forte e tinha uma garra grande, os dois dedos seguintes eram mais longos e finos com garras menores; a quarta era vestigial. O osso da coxa era maciço, os pés eram fortes e os dedos tinham grandes garras.
Dilophosaurus é um membro da família Dilophosauridae junto com Dracovenator, um grupo colocado entre os Coelophysidae e os terópodes posteriores. Dilophosaurus teria sido ativo e bípede, e pode ter caçado grandes animais; também poderia ter se alimentado de animais e peixes menores. Devido à amplitude limitada de movimento e à brevidade dos membros anteriores, a boca pode ter feito o primeiro contato com a presa. A função das cristas é desconhecida; eles eram fracos demais para a batalha, mas podem ter sido usados em exibição visual, como reconhecimento de espécies e seleção sexual. Pode ter crescido rapidamente, atingindo uma taxa de crescimento de 30 a 35 kg por ano no início da vida. O espécime do holótipo apresentava múltiplas paleopatologias, incluindo lesões cicatrizadas e sinais de anomalia de desenvolvimento. Dilophosaurus é conhecido da Formação Kayenta e viveu ao lado de dinossauros como Megapnosaurus e Sarahsaurus. Dilophosaurus foi apresentado no romance Jurassic Park e sua adaptação cinematográfica, onde recebeu as habilidades fictícias de cuspir veneno e expandir um babado no pescoço, além de ser menor que o animal real. Foi designado como o dinossauro do estado de Connecticut com base nas pegadas encontradas lá.

## História da descoberta

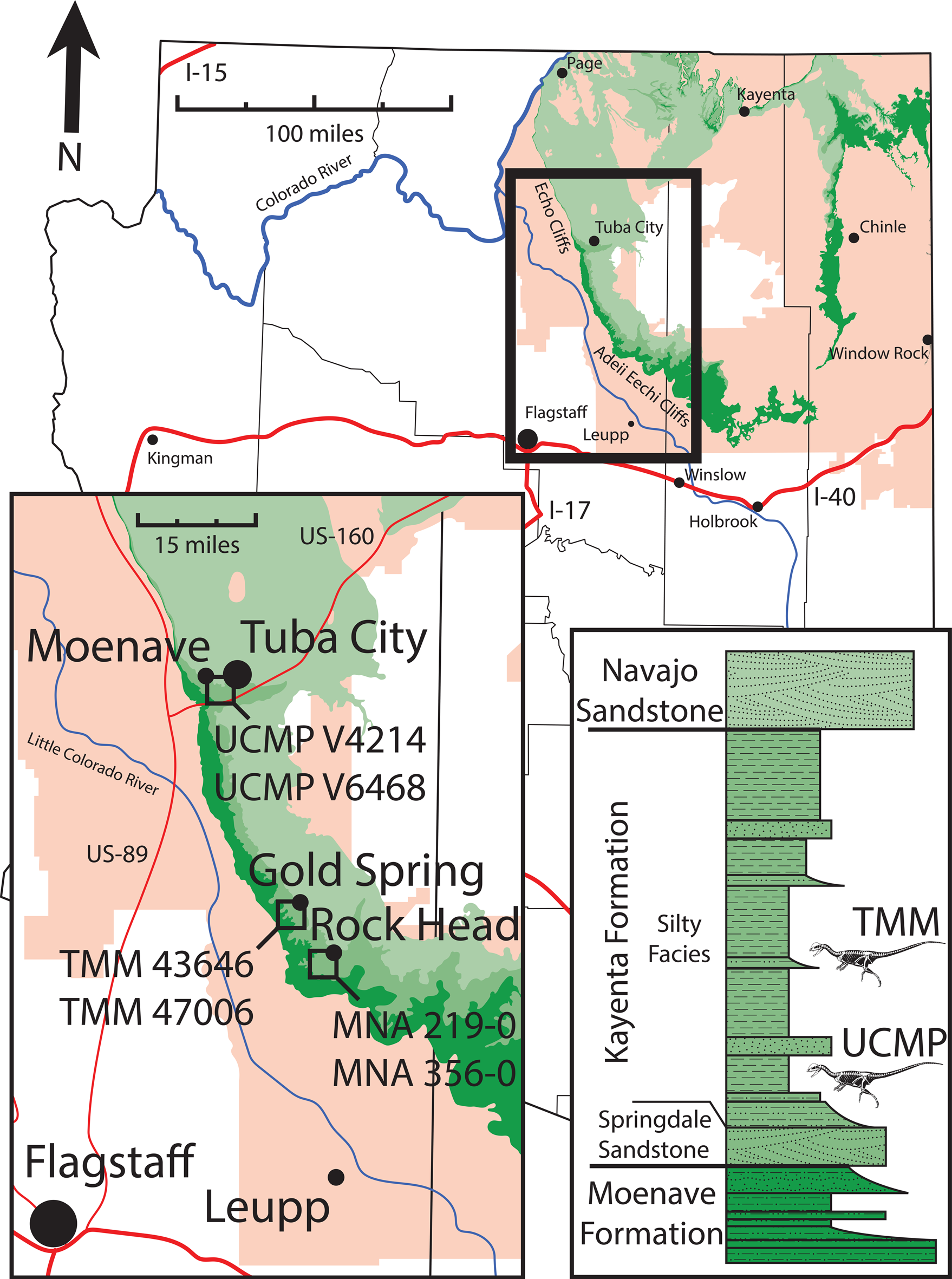
Mapa mostrando localidades no norte do Arizona onde os fósseis de Dilophosaurus foram coletados (quadrados)

No verão de 1942, o paleontólogo Charles L. Camp liderou uma equipe de campo do Museu de Paleontologia da Universidade da Califórnia (UCMP) em busca de vertebrados fósseis no condado de Navajo, no norte do Arizona. A notícia foi espalhada entre os nativos americanos de lá, e o navajo Jesse Williams trouxe três membros da expedição para alguns ossos fósseis que ele havia descoberto em 1940. A área fazia parte da Formação Kayenta, cerca de 32 km ao norte de Cameron perto de Tuba City na Reserva Indígena Navajo. Três esqueletos de dinossauros foram encontrados em xisto arroxeado, dispostos em um triângulo, com cerca de 9,1 m de comprimento de um lado. O primeiro estava quase completo, faltando apenas a frente do crânio, partes da pelve e algumas vértebras. O segundo estava muito erodido, incluía a frente do crânio, mandíbulas inferiores, algumas vértebras, ossos dos membros e uma mão articulada. O terceiro estava tão erodido que consistia apenas em fragmentos vertebrais. O primeiro esqueleto bom foi envolto em um bloco de gesso após 10 dias de trabalho e carregado em um caminhão, o segundo esqueleto foi facilmente coletado, pois estava quase totalmente desgastado pelo tempo, mas o terceiro esqueleto estava quase desaparecido.
O primeiro espécime quase completo foi limpo e montado na UCMP sob a supervisão do paleontólogo Wann Langston, um processo que levou três homens e dois anos. O esqueleto foi montado na parede em baixo relevo, com a cauda curvada para cima, o pescoço esticado e a perna esquerda movida para cima para visibilidade, mas o resto do esqueleto foi mantido em sua posição de enterro. Como o crânio foi esmagado, foi reconstruído com base na parte de trás do crânio do primeiro espécime e na frente do segundo. A pélvis foi reconstruída após a do Allosaurus, e os pés também foram reconstruídos. Na época, era um dos esqueletos mais bem preservados de um dinossauro terópode, embora incompleto. Em 1954, o paleontólogo Samuel P. Welles, que fazia parte do grupo que escavou os esqueletos, descreveu preliminarmente e nomeou este dinossauro como uma nova espécie no gênero Megalosaurus existente, M. wetherilli. O espécime quase completo (catalogado como UCMP 37302) foi feito o holótipo da espécie, e o segundo espécime (UCMP 37303) foi feito o parátipo. O nome específico homenageou John Wetherill, um conselheiro navajo que Welles descreveu como um "explorador, amigo de cientistas e comerciante de confiança". O sobrinho de Wetherill, Milton, foi o primeiro a informar a expedição dos fósseis. Welles colocou a nova espécie no Megalossauro devido às proporções semelhantes dos membros dele e do M. bucklandii, e porque não encontrou grandes diferenças entre eles. Na época, o Megalossauro era usado como um "táxon do cesto de lixo", onde muitas espécies de terópodes foram colocadas, independentemente de sua idade ou localidade.
Welles retornou à Tuba City em 1964 para determinar a idade da Formação Kayenta (sugeriu-se que era do Triássico Superior, enquanto Welles pensava que era do Jurássico Inferior ao Médio) e descobriu outro esqueleto de cerca de 400 m (1⁄4 mi). ) ao sul de onde os espécimes de 1942 foram encontrados. O espécime quase completo (catalogado como UCMP 77270) foi coletado com a ajuda de William Breed do Museu do Norte do Arizona e outros. Durante a preparação deste espécime, ficou claro que era um indivíduo maior de M. wetherilli, e que teria duas cristas no topo do crânio. Sendo uma fina placa de osso, uma crista foi originalmente pensada como parte do lado esquerdo do crânio, que havia sido puxado para fora de sua posição por um necrófago. Quando ficou claro que era uma crista, percebeu-se também que uma crista correspondente estaria no lado esquerdo, já que a crista direita estava à direita da linha média e era côncava ao longo de seu comprimento médio. Esta descoberta levou ao reexame do espécime holótipo, que foi encontrado para ter bases de dois ossos finos, estendidos para cima, que foram esmagados juntos. Estes também representavam cristas, mas anteriormente se supunha que fossem parte de uma bochecha mal colocada. Os dois espécimes de 1942 também eram filhotes, enquanto o espécime de 1964 era um adulto, cerca de um terço maior que os outros. Welles mais tarde lembrou que achava que as cristas eram tão inesperadas quanto encontrar "asas em um verme".

### Novo gênero e descobertas subsequentes
Welles e um assistente posteriormente corrigiram a montagem na parede do espécime do holótipo com base no novo esqueleto, restaurando as cristas, refazendo a pélvis, tornando as costelas do pescoço mais longas e aproximando-as. Depois de estudar os esqueletos de terópodes norte-americanos e europeus, Welles percebeu que o dinossauro não pertencia ao Megalossauro e precisava de um novo nome de gênero. Naquela época, nenhum outro terópode com grandes cristas longitudinais em suas cabeças era conhecido e, portanto, o dinossauro ganhou o interesse dos paleontólogos. Um molde do espécime do holótipo foi feito e moldes de fibra de vidro foram distribuídos para várias exposições; para facilitar a rotulagem desses moldes, Welles decidiu nomear o novo gênero em uma breve nota, em vez de esperar até a publicação de uma descrição detalhada. Em 1970, Welles cunhou o novo nome de gênero Dilophosaurus, das palavras gregas di (δι) que significa "dois", lophos (λόφος) que significa "crista" e sauros (σαυρος) que significa "lagarto": "lagarto de duas cristas". Welles publicou uma descrição osteológica detalhada do Dilophosaurus em 1984, mas não incluiu o espécime de 1964, pois achava que pertencia a um gênero diferente. Dilophosaurus foi o primeiro terópode conhecido do início do Jurássico, e continua sendo um dos exemplos mais bem preservados dessa época.
Em 2001, o paleontólogo Robert J. Gay identificou os restos de pelo menos três novos espécimes de Dilophosaurus (esse número é baseado na presença de três fragmentos de osso púbico e dois fêmures de tamanhos diferenciados) nas coleções do Museu do Norte do Arizona. Os espécimes foram encontrados em 1978 no Quadrilátero Rock Head, a 190 km de distância de onde os espécimes originais foram encontrados, e foram rotulados como um "grande terópode". Embora a maior parte do material esteja danificada, é importante incluir elementos não preservados nos espécimes anteriores, incluindo parte da pelve e várias costelas. Alguns elementos da coleção pertenciam a um espécime infantil (MNA P1.3181), o exemplar mais jovem conhecido deste gênero, e um dos primeiros terópodes infantis conhecidos da América do Norte, apenas precedido por alguns espécimes de Coelophysis. O espécime juvenil inclui um úmero parcial, uma fíbula parcial e um fragmento de dente. Em 2005, o paleontólogo Ronald S. Tykoski atribuiu um espécime (TMM 43646-140) de Gold Spring, Arizona, ao Dilophosaurus, mas em 2012, o paleontólogo Matthew T. Carrano e colegas descobriram que ele difere em alguns detalhes.
Em 2020, os paleontólogos Adam D. Marsh e Timothy B. Rowe redescreveram de forma abrangente o Dilophosaurus com base nos espécimes até então conhecidos, incluindo o espécime UCMP 77270, que permaneceu não descrito desde 1964. Eles também removeram alguns espécimes atribuídos anteriormente, achando-os muito fragmentados para identificar , e realocou a pedreira tipo com a ajuda de um parente de Jesse Williams. Em uma entrevista, Marsh chamou o Dilophosaurus de "o melhor dinossauro pior conhecido", já que o animal era pouco conhecido, apesar de ter sido descoberto 80 anos antes. Um grande problema foi que os estudos anteriores dos espécimes não deixaram claro quais partes eram fósseis originais e quais foram reconstruídas em gesso, mas os pesquisadores subsequentes só tinham a monografia de Welles de 1984 para se basear em estudos subsequentes, confundindo a compreensão da anatomia do dinossauro. Marsh passou sete anos estudando os espécimes para esclarecer as questões em torno do dinossauro, incluindo dois espécimes encontrados duas décadas antes por Rowe, seu Ph.D. conselheiro.

### Espécies anteriormente atribuídas

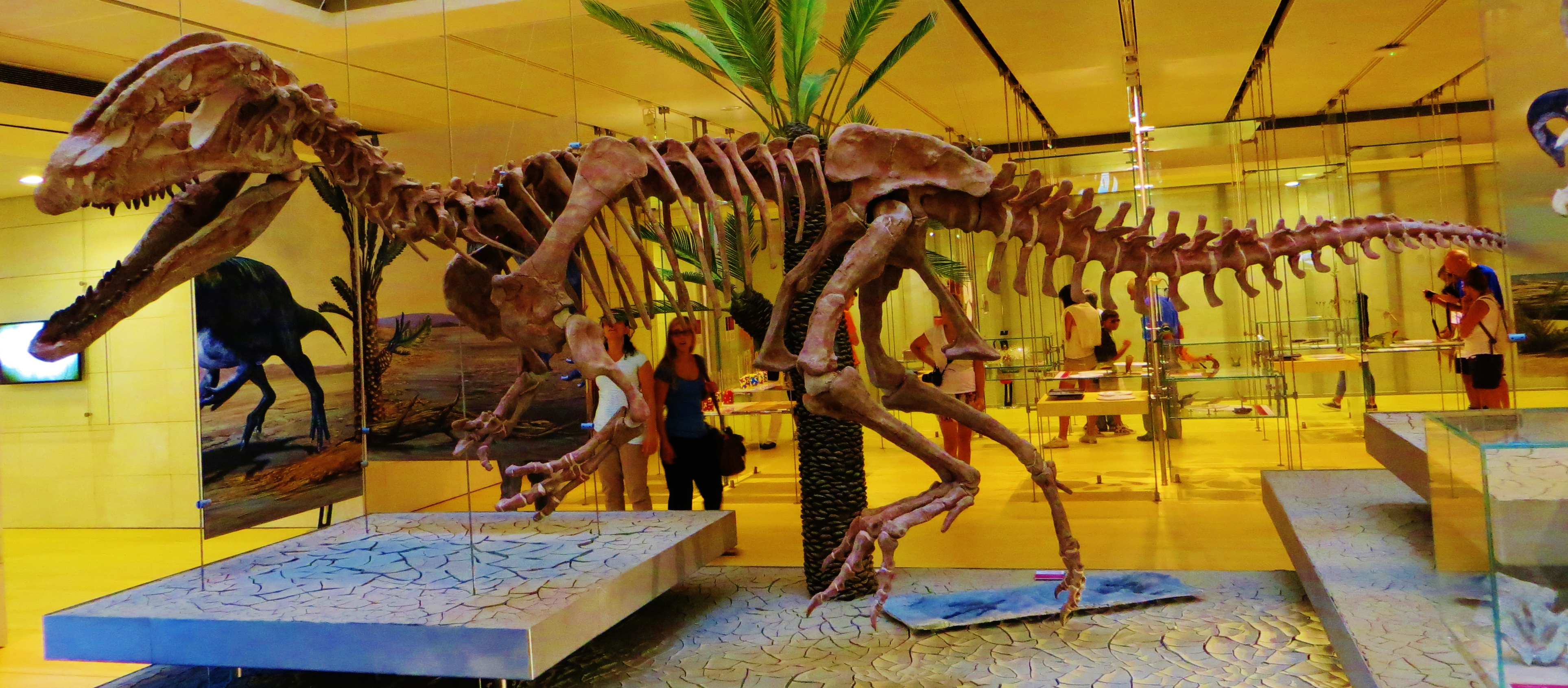
Esqueleto reconstruído de Sinosaurus sinensis da China, originalmente descrito como uma espécie de Dilophosaurus

Em 1984, Welles sugeriu que o espécime de 1964 (UCMP 77270) não pertencia ao Dilophosaurus, mas a um novo gênero, baseado em diferenças no crânio, vértebras e fêmures. Ele sustentou que ambos os gêneros tinham cristas, mas que a forma exata delas era desconhecida no Dilophosaurus. Welles morreu em 1997, antes que pudesse nomear esse suposto novo dinossauro, e a ideia de que os dois eram gêneros separados tem sido geralmente ignorada ou esquecida desde então. Em 1999, o paleontólogo amador Stephan Pickering publicou em particular o novo nome Dilophosaurus "breedorum" com base no espécime de 1964, nomeado em homenagem a Breed, que ajudou a coletá-lo. Este nome é considerado um nomen nudum, um nome publicado de forma inválida, e Gay apontou em 2005 que não existem diferenças significativas entre D. "breedorum" e outros espécimes de D. wetherilli. Em 2012, Carrano e seus colegas encontraram diferenças entre o espécime de 1964 e o espécime do holótipo, mas as atribuíram à variação entre indivíduos e não entre espécies.  Os paleontólogos Christophe Hendrickx e Octávio Mateus sugeriram em 2014 que os espécimes conhecidos podem representar duas espécies de Dilophosaurus com base em diferentes características do crânio e separação estratigráfica, dependendo da descrição completa dos espécimes atribuídos. Marsh e Rowe concluíram em 2020 que havia apenas um táxon entre os espécimes conhecidos de Dilophosaurus, e que as diferenças entre eles se deviam ao seu diferente grau de maturidade e preservação. Eles também não encontraram separação estratigráfica considerável entre os espécimes.
Um esqueleto de terópode quase completo (KMV 8701) foi descoberto na Formação Lufeng, na província de Yunnan, China, em 1987. É semelhante ao Dilophosaurus, com um par de cristas e uma lacuna separando a pré-maxila da maxila, mas difere em alguns detalhes. O paleontólogo Shaojin Hu nomeou-o como uma nova espécie de Dilophosaurus em 1993, D. sinensis (do grego Sinai, referindo-se à China). Em 1998, o paleontólogo Matthew C. Lamanna e seus colegas descobriram que o D. sinensis era idêntico ao Sinosaurus triassicus, um terópode da mesma formação, nomeado em 1940. Esta conclusão foi confirmada pela paleontóloga Lida Xing e colegas em 2013, e embora o paleontólogo Guo-Fu Wang e colegas concordassem que a espécie pertencia ao Sinosaurus em 2017, eles sugeriram que pode ser uma espécie separada, S. sinensis.

## Descrição

Comparação de tamanho entre dois espécimes de Dilophosaurus e um humano.

O Dilophosaurus foi um dos primeiros grandes dinossauros predadores, um terópode de tamanho médio, embora pequeno em comparação com alguns dos terópodes posteriores. Esbelto e levemente construído, seu tamanho era comparável ao de um urso pardo. Suas estimativas de comprimento variam de 6 metros a 7 metros de comprimento. As de peso são mais variadas, indo de 227 a 500 kg, e também 3/4 de uma tonelada.

### Crânio

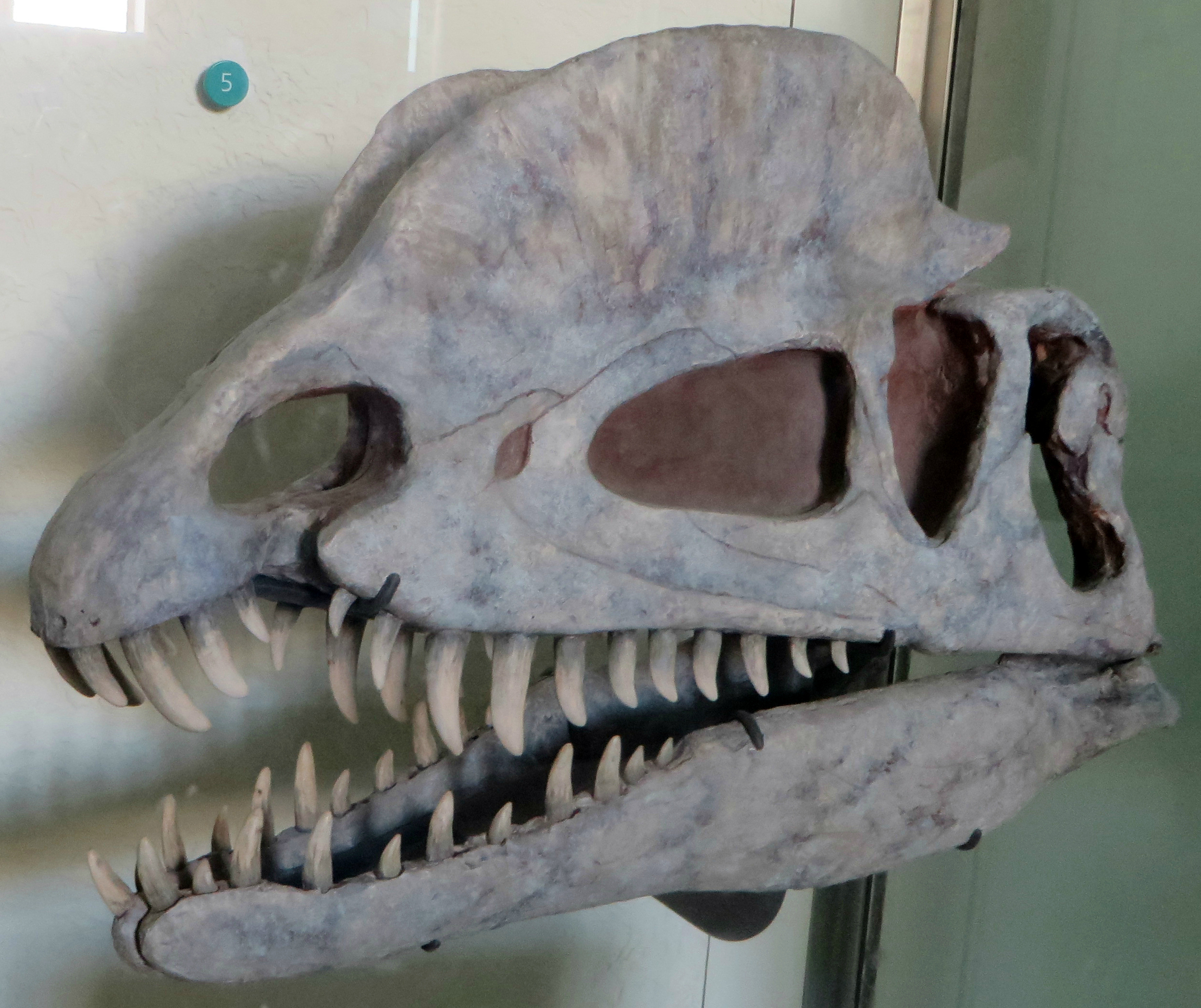
Um crânio reconstruído de um Dilophosaurus, no Museu Americano de História Natural.

O crânio do Dilophosaurus era grande em proporção ao esqueleto geral, mas delicado. O focinho era estreito em vista frontal, tornando-se mais estreito em direção ao topo arredondado. A pré-maxila (osso frontal da mandíbula superior) era longa e baixa quando vista de lado, bulbosa na frente e sua superfície externa tornou-se menos convexa do focinho à narina (narina óssea). As narinas foram colocadas mais para trás do que na maioria dos outros terópodes. As pré-maxilas estavam em estreita articulação entre si e, enquanto a pré-maxila apenas se conectava à maxila (o osso seguinte da mandíbula superior) no meio do palato, sem conexão lateral, formavam uma forte articulação através da robusta , interligando a articulação entre os processos direcionados para trás e para a frente desses ossos. Para trás e abaixo, o pré-maxilar formou uma parede para um espaço entre ele e o maxilar chamado de espaço subnarial (também chamado de "torção"). Essa lacuna também está presente nos celofisóides, assim como em outros dinossauros. A lacuna subnarial resultou em um diastema, uma lacuna na linha do dente (que também foi chamada de "entalhe"). Dentro da lacuna subnarial havia uma escavação profunda atrás da fileira de dentes da pré-maxila, chamada fossa subnarial, que era cercada por uma quilha descendente da pré-maxila.
A superfície externa da pré-maxila era coberta por forames (aberturas) de tamanhos variados. A parte superior dos dois processos de extensão para trás da pré-maxila era longa e baixa e formava a maior parte da borda superior das narinas alongadas. Tinha um mergulho em direção à fonte, o que tornava a área de sua base côncava no perfil. A parte inferior da pré-maxila contendo os alvéolos (cavidades dentárias) era oval. A maxila era rasa e deprimida ao redor da fenestra anterorbital (uma grande abertura na frente do olho), formando um recesso arredondado para a frente e mais liso que o resto da maxila. Um forame chamado fenestra pré-orbital abriu-se neste recesso na curva frontal. Grandes forames correm na lateral da maxila, acima dos alvéolos. Um sulco nutritivo profundo corria para trás a partir da fossa subnarial ao longo da base das placas interdentais (ou rugosas) da maxila.

### Esqueleto pós-craniano
O Dilophosaurus tinha 10 vértebras cervicais (pescoço), 14 dorsais (costas) e 45 caudais (cauda), e sacos de ar cresciam nas vértebras. Tinha um longo pescoço, provavelmente flexionado em quase 90° pelo crânio e pelo ombro, mantendo o crânio em uma postura horizontal. As vértebras cervicais eram extraordinariamente leves; seus centra (os "corpos" das vértebras) eram escavados por pleuroceles (depressões nas laterais) e centroceles (cavidades no interior). Os arcos das vértebras cervicais também tinham fossas pneumáticas, recessos cônicos tão grandes que os ossos que os separavam às vezes eram finos como papel. Estes eram plano-côncavos, planos a fracamente convexos na frente e profundamente em forma de concha (ou côncavos) na parte de trás, semelhante ao Ceratosaurus. Isso indica que o pescoço era flexível, embora tivesse costelas cervicais longas e sobrepostas, fundidas ao centro. As costelas cervicais eram finas e podem ter dobrado facilmente.
O osso atlas (a primeira vértebra cervical que se liga ao crânio) tinha um pequeno centro cúbico e uma concavidade na frente, onde formava uma taça para o côndilo occipital (protuberância que se conecta com a vértebra atlas) na parte de trás da a caveira. O osso áxis (a segunda vértebra cervical) tinha uma coluna vertebral pesada, e suas pós-zigapófises (os processos das vértebras que se articulavam com as pré-zigapófises de uma vértebra seguinte) eram atendidas por longas pré-zigapófises que se curvavam para cima a partir da terceira vértebra cervical. Os espinhos centrais e neurais das vértebras cervicais eram longos e baixos, e os espinhos eram escalonados em vista lateral, formando "ombros" na frente e atrás, bem como "tampões" centrais mais altos que davam a aparência de uma cruz de Malta (cruciforme) quando visto de cima, características distintivas deste dinossauro. A lâmina centrodiapofisária posterior das cervicais mostrou variação serial, bifurcando e reunindo no pescoço, uma característica única. As espinhas neurais das vértebras dorsais também eram baixas e expandidas na frente e atrás, formando fortes ligações para os ligamentos. Exclusivamente para este gênero, lâminas adicionais emanam das lâminas centrodiapofisárias anteriores e posteriores das vértebras do tronco médio. As vértebras sacrais que ocupavam o comprimento da lâmina do ílio não pareciam fundidas. A costela da primeira vértebra sacral articula-se com o processo pré-acetabular do ílio, uma característica distinta. Os centros das vértebras caudais eram muito consistentes em comprimento, mas seu diâmetro tornou-se menor na parte de trás e eles passaram de elípticos para circulares em seção transversal.

## Classificação

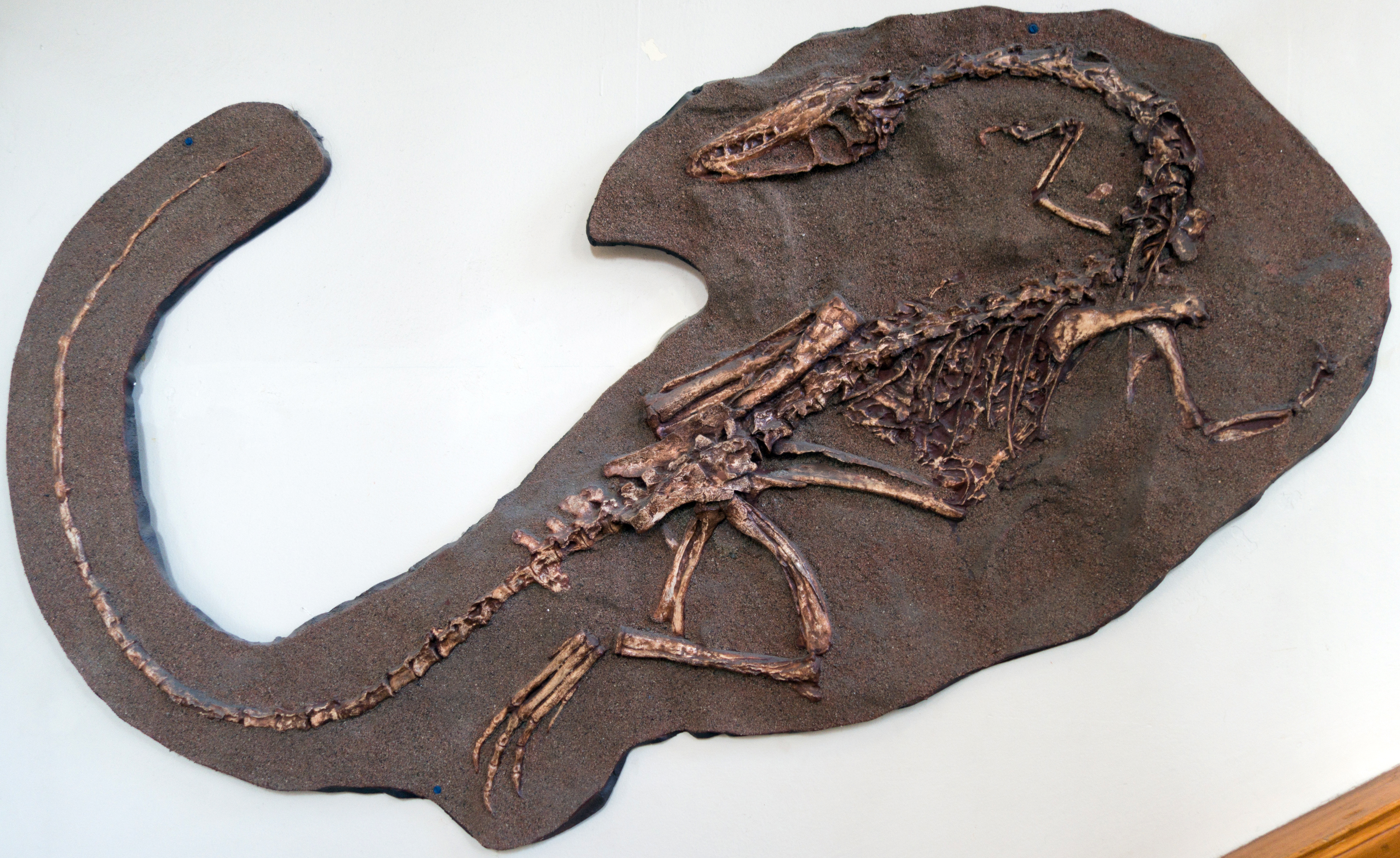
Amostra de Coelophysis, com o qual Dilophosaurus tem sido frequentemente agrupado, Museu Redpath

Welles pensou que o Dilophosaurus era uma nova espécie do gênero Megalosaurus em 1954, mas revisou sua opinião em 1970 depois de descobrir que tinha cristas. Em 1974, Welles e o paleontólogo Robert A. Long consideraram que o Dilophosaurus era um ceratossauro. Em 1984, Welles descobriu que o Dilophosaurus exibia características de Coelurosauria e Carnosauria, os dois principais grupos em que os terópodes haviam sido divididos até então, com base no tamanho do corpo, e sugeriu que essa divisão era imprecisa. Ele considerou que o Dilophosaurus era o mais próximo daqueles terópodes que geralmente eram colocados na família Halticosauridae, particularmente Liliensternus.
Em 1988, o paleontólogo Gregory S. Paul classificou os halticossauros como uma subfamília da família Coelophysidae e sugeriu que o Dilophosaurus poderia ter sido um descendente direto de Coelophysis. Paul também considerou a possibilidade de que os espinossauros fossem Dilophosaurus de sobrevivência tardia, com base na semelhança do focinho torcido, posição das narinas e dentes finos de Baryonyx. Em 1994, o paleontólogo Thomas R. Holtz colocou o Dilophosaurus no grupo Coelophysoidea, junto com mas separado dos Coelophysidae. Ele colocou o Coelophysoidea no grupo Ceratosauria. Em 2000, o paleontólogo James H. Madsen e Welles dividiram Ceratosauria nas famílias Ceratosauridae e Dilophosauridae, com Dilophosaurus como o único membro desta última família.

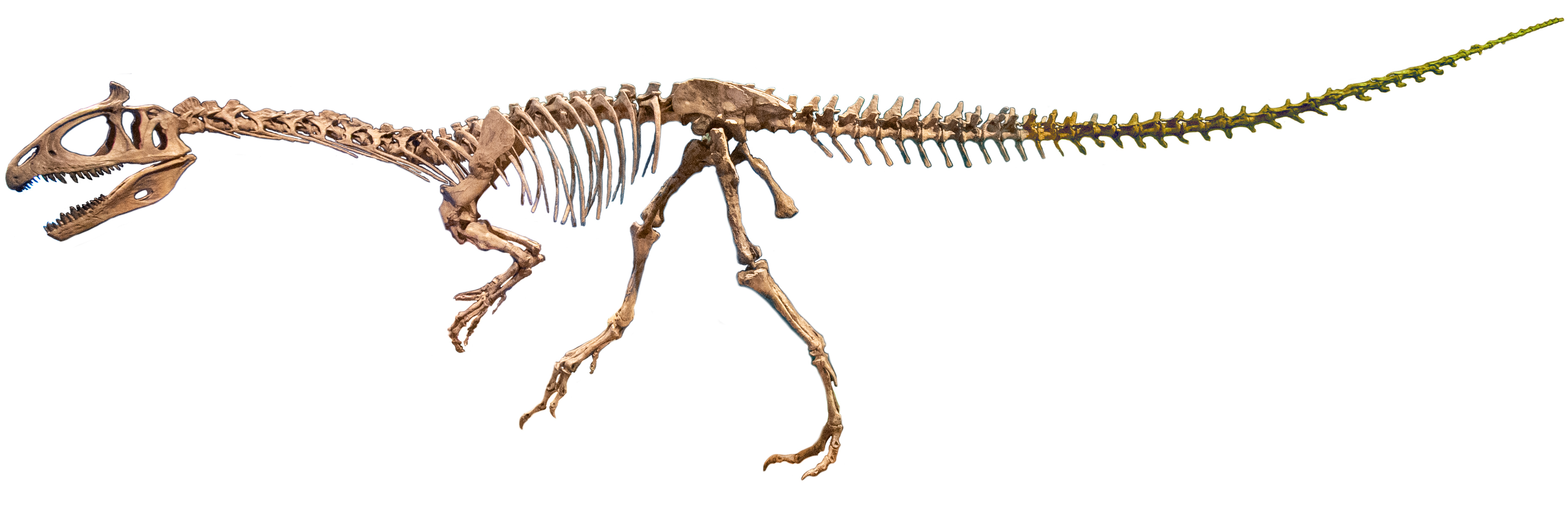
Esqueleto reconstruido do dinossauro de crista Cryolophosaurus, várias vezes considerado próximo ao Dilophosaurus

Lamanna e colegas apontaram em 1998 que, desde que se descobriu que o Dilophosaurus tinha cristas em seu crânio, outros terópodes com cristas semelhantes foram descobertos (incluindo o Sinosaurus) e que esse recurso não é, portanto, exclusivo do gênero e de uso limitado para determinar inter-relações dentro de seu grupo. O paleontólogo Adam M. Yates descreveu o gênero Dracovenator da África do Sul em 2005 e o encontrou intimamente relacionado ao Dilophosaurus e Zupaysaurus. Sua análise cladística sugeriu que eles não pertenciam ao Coelophysoidea, mas sim ao Neotheropoda, um grupo mais derivado (ou "avançado"). Ele propôs que, se o Dilophosaurus fosse mais derivado do que o Coelophysoidea, as características que compartilhava com esse grupo podem ter sido herdadas de terópodes basais (ou "primitivos"), indicando que os terópodes podem ter passado por um "estágio celofisóide" em sua evolução inicial.
Em 2007, o paleontólogo Nathan D. Smith e colegas consideraram que o terópode com crista Cryolophosaurus seria a espécie irmã do Dilophosaurus e os agruparam com Dracovenator e Sinosaurus. Este clado foi mais derivado do que o Coelophysoidea, mas mais basal do que o Ceratosauria, colocando assim os terópodes basais em um arranjo em forma de escada.. Em 2012, Carrano e colegas consideraram que o grupo de terópodes com crista proposto por Smith e colegas era baseado em características relacionadas à presença de tais cristas, mas que as características do resto do esqueleto eram menos consistentes. Em vez disso, eles apontaram que o Dilophosaurus era um membro de Coelophysoidea, com Cryolophosaurus e Sinosaurus sendo mais derivados, sendo vistos como membros basais do grupo Tetanurae.
O paleontólogo Christophe Hendrickx e colegas definiram os Dilophosauridae para incluir Dilophosaurus e Dracovenator em 2015 e observaram que, embora exista incerteza geral sobre a colocação desse grupo, parece ser um pouco mais derivado do que o Coelophysoidea e o grupo irmão do Averostra. Os Dilophosauridae compartilham características com os Coelophysoidea, como a fenda subnarial e os dentes anteriores da maxila apontando para a frente, enquanto as características compartilhadas com Averostra incluem uma fenestra na frente da maxila e um número reduzido de dentes na maxila. Eles sugeriram que as cristas cranianas do Cryolophosaurus e do Sinosaurus evoluíram de forma convergente ou eram uma característica herdada de um ancestral comum. O cladograma a seguir é baseado no publicado por Hendrickx e colegas, ele próprio baseado em estudos anteriores
|  | Dilophosaurus |
|  |               |
|  | Dracovenator  |
|  |               |

|  | Cryolophosaurus                                               |
|  |                                                               |
|  | Sinosaurus                                                    |
|  |                                                               |
|  | \| \| Monolophosaurus \| \| \| \| \| \| Orionides \| \| \| \| |
|  |                                                               |
|  | Monolophosaurus                                               |
|  |                                                               |
|  | Orionides                                                     |
|  |                                                               |

|  | Monolophosaurus |
|  |                 |
|  | Orionides       |
|  |                 |

|  | Cryolophosaurus                                               |
|  |                                                               |
|  | Sinosaurus                                                    |
|  |                                                               |
|  | \| \| Monolophosaurus \| \| \| \| \| \| Orionides \| \| \| \| |
|  |                                                               |
|  | Monolophosaurus                                               |
|  |                                                               |
|  | Orionides                                                     |
|  |                                                               |

|  | Monolophosaurus |
|  |                 |
|  | Orionides       |
|  |                 |

|  | Dilophosaurus |
|  |               |
|  | Dracovenator  |
|  |               |

|  | Cryolophosaurus                                               |
|  |                                                               |
|  | Sinosaurus                                                    |
|  |                                                               |
|  | \| \| Monolophosaurus \| \| \| \| \| \| Orionides \| \| \| \| |
|  |                                                               |
|  | Monolophosaurus                                               |
|  |                                                               |
|  | Orionides                                                     |
|  |                                                               |

|  | Monolophosaurus |
|  |                 |
|  | Orionides       |
|  |                 |

|  | Cryolophosaurus                                               |
|  |                                                               |
|  | Sinosaurus                                                    |
|  |                                                               |
|  | \| \| Monolophosaurus \| \| \| \| \| \| Orionides \| \| \| \| |
|  |                                                               |
|  | Monolophosaurus                                               |
|  |                                                               |
|  | Orionides                                                     |
|  |                                                               |

|  | Monolophosaurus |
|  |                 |
|  | Orionides       |
|  |                 |

|  | Dilophosaurus |
|  |               |
|  | Dracovenator  |
|  |               |

|  | Cryolophosaurus                                               |
|  |                                                               |
|  | Sinosaurus                                                    |
|  |                                                               |
|  | \| \| Monolophosaurus \| \| \| \| \| \| Orionides \| \| \| \| |
|  |                                                               |
|  | Monolophosaurus                                               |
|  |                                                               |
|  | Orionides                                                     |
|  |                                                               |

|  | Monolophosaurus |
|  |                 |
|  | Orionides       |
|  |                 |

|  | Cryolophosaurus                                               |
|  |                                                               |
|  | Sinosaurus                                                    |
|  |                                                               |
|  | \| \| Monolophosaurus \| \| \| \| \| \| Orionides \| \| \| \| |
|  |                                                               |
|  | Monolophosaurus                                               |
|  |                                                               |
|  | Orionides                                                     |
|  |                                                               |

|  | Monolophosaurus |
|  |                 |
|  | Orionides       |
|  |                 |

|  | Dilophosaurus |
|  |               |
|  | Dracovenator  |
|  |               |

|  | Cryolophosaurus                                               |
|  |                                                               |
|  | Sinosaurus                                                    |
|  |                                                               |
|  | \| \| Monolophosaurus \| \| \| \| \| \| Orionides \| \| \| \| |
|  |                                                               |
|  | Monolophosaurus                                               |
|  |                                                               |
|  | Orionides                                                     |
|  |                                                               |

|  | Monolophosaurus |
|  |                 |
|  | Orionides       |
|  |                 |

|  | Cryolophosaurus                                               |
|  |                                                               |
|  | Sinosaurus                                                    |
|  |                                                               |
|  | \| \| Monolophosaurus \| \| \| \| \| \| Orionides \| \| \| \| |
|  |                                                               |
|  | Monolophosaurus                                               |
|  |                                                               |
|  | Orionides                                                     |
|  |                                                               |

|  | Monolophosaurus |
|  |                 |
|  | Orionides       |
|  |                 |

|  | Dilophosaurus |
|  |               |
|  | Dracovenator  |
|  |               |

|  | Cryolophosaurus                                               |
|  |                                                               |
|  | Sinosaurus                                                    |
|  |                                                               |
|  | \| \| Monolophosaurus \| \| \| \| \| \| Orionides \| \| \| \| |
|  |                                                               |
|  | Monolophosaurus                                               |
|  |                                                               |
|  | Orionides                                                     |
|  |                                                               |

|  | Monolophosaurus |
|  |                 |
|  | Orionides       |
|  |                 |

|  | Cryolophosaurus                                               |
|  |                                                               |
|  | Sinosaurus                                                    |
|  |                                                               |
|  | \| \| Monolophosaurus \| \| \| \| \| \| Orionides \| \| \| \| |
|  |                                                               |
|  | Monolophosaurus                                               |
|  |                                                               |
|  | Orionides                                                     |
|  |                                                               |

|  | Monolophosaurus |
|  |                 |
|  | Orionides       |
|  |                 |

|  | Dilophosaurus |
|  |               |
|  | Dracovenator  |
|  |               |

|  | Cryolophosaurus                                               |
|  |                                                               |
|  | Sinosaurus                                                    |
|  |                                                               |
|  | \| \| Monolophosaurus \| \| \| \| \| \| Orionides \| \| \| \| |
|  |                                                               |
|  | Monolophosaurus                                               |
|  |                                                               |
|  | Orionides                                                     |
|  |                                                               |

|  | Monolophosaurus |
|  |                 |
|  | Orionides       |
|  |                 |

|  | Cryolophosaurus                                               |
|  |                                                               |
|  | Sinosaurus                                                    |
|  |                                                               |
|  | \| \| Monolophosaurus \| \| \| \| \| \| Orionides \| \| \| \| |
|  |                                                               |
|  | Monolophosaurus                                               |
|  |                                                               |
|  | Orionides                                                     |
|  |                                                               |

|  | Monolophosaurus |
|  |                 |
|  | Orionides       |
|  |                 |

|  | Dilophosaurus |
|  |               |
|  | Dracovenator  |
|  |               |

|  | Cryolophosaurus                                               |
|  |                                                               |
|  | Sinosaurus                                                    |
|  |                                                               |
|  | \| \| Monolophosaurus \| \| \| \| \| \| Orionides \| \| \| \| |
|  |                                                               |
|  | Monolophosaurus                                               |
|  |                                                               |
|  | Orionides                                                     |
|  |                                                               |

|  | Monolophosaurus |
|  |                 |
|  | Orionides       |
|  |                 |

|  | Cryolophosaurus                                               |
|  |                                                               |
|  | Sinosaurus                                                    |
|  |                                                               |
|  | \| \| Monolophosaurus \| \| \| \| \| \| Orionides \| \| \| \| |
|  |                                                               |
|  | Monolophosaurus                                               |
|  |                                                               |
|  | Orionides                                                     |
|  |                                                               |

|  | Monolophosaurus |
|  |                 |
|  | Orionides       |
|  |                 |

|  | Dilophosaurus |
|  |               |
|  | Dracovenator  |
|  |               |

|  | Cryolophosaurus                                               |
|  |                                                               |
|  | Sinosaurus                                                    |
|  |                                                               |
|  | \| \| Monolophosaurus \| \| \| \| \| \| Orionides \| \| \| \| |
|  |                                                               |
|  | Monolophosaurus                                               |
|  |                                                               |
|  | Orionides                                                     |
|  |                                                               |

|  | Monolophosaurus |
|  |                 |
|  | Orionides       |
|  |                 |

|  | Cryolophosaurus                                               |
|  |                                                               |
|  | Sinosaurus                                                    |
|  |                                                               |
|  | \| \| Monolophosaurus \| \| \| \| \| \| Orionides \| \| \| \| |
|  |                                                               |
|  | Monolophosaurus                                               |
|  |                                                               |
|  | Orionides                                                     |
|  |                                                               |

|  | Monolophosaurus |
|  |                 |
|  | Orionides       |
|  |                 |

|  | Dilophosaurus |
|  |               |
|  | Dracovenator  |
|  |               |

|  | Cryolophosaurus                                               |
|  |                                                               |
|  | Sinosaurus                                                    |
|  |                                                               |
|  | \| \| Monolophosaurus \| \| \| \| \| \| Orionides \| \| \| \| |
|  |                                                               |
|  | Monolophosaurus                                               |
|  |                                                               |
|  | Orionides                                                     |
|  |                                                               |

|  | Monolophosaurus |
|  |                 |
|  | Orionides       |
|  |                 |

|  | Cryolophosaurus                                               |
|  |                                                               |
|  | Sinosaurus                                                    |
|  |                                                               |
|  | \| \| Monolophosaurus \| \| \| \| \| \| Orionides \| \| \| \| |
|  |                                                               |
|  | Monolophosaurus                                               |
|  |                                                               |
|  | Orionides                                                     |
|  |                                                               |

|  | Monolophosaurus |
|  |                 |
|  | Orionides       |
|  |                 |

|  | Dilophosaurus |
|  |               |
|  | Dracovenator  |
|  |               |

|  | Cryolophosaurus                                               |
|  |                                                               |
|  | Sinosaurus                                                    |
|  |                                                               |
|  | \| \| Monolophosaurus \| \| \| \| \| \| Orionides \| \| \| \| |
|  |                                                               |
|  | Monolophosaurus                                               |
|  |                                                               |
|  | Orionides                                                     |
|  |                                                               |

|  | Monolophosaurus |
|  |                 |
|  | Orionides       |
|  |                 |

|  | Cryolophosaurus                                               |
|  |                                                               |
|  | Sinosaurus                                                    |
|  |                                                               |
|  | \| \| Monolophosaurus \| \| \| \| \| \| Orionides \| \| \| \| |
|  |                                                               |
|  | Monolophosaurus                                               |
|  |                                                               |
|  | Orionides                                                     |
|  |                                                               |

|  | Monolophosaurus |
|  |                 |
|  | Orionides       |
|  |                 |

|  | Dilophosaurus |
|  |               |
|  | Dracovenator  |
|  |               |

|  | Cryolophosaurus                                               |
|  |                                                               |
|  | Sinosaurus                                                    |
|  |                                                               |
|  | \| \| Monolophosaurus \| \| \| \| \| \| Orionides \| \| \| \| |
|  |                                                               |
|  | Monolophosaurus                                               |
|  |                                                               |
|  | Orionides                                                     |
|  |                                                               |

|  | Monolophosaurus |
|  |                 |
|  | Orionides       |
|  |                 |

|  | Cryolophosaurus                                               |
|  |                                                               |
|  | Sinosaurus                                                    |
|  |                                                               |
|  | \| \| Monolophosaurus \| \| \| \| \| \| Orionides \| \| \| \| |
|  |                                                               |
|  | Monolophosaurus                                               |
|  |                                                               |
|  | Orionides                                                     |
|  |                                                               |

|  | Monolophosaurus |
|  |                 |
|  | Orionides       |
|  |                 |

|  | Dilophosaurus |
|  |               |
|  | Dracovenator  |
|  |               |

|  | Cryolophosaurus                                               |
|  |                                                               |
|  | Sinosaurus                                                    |
|  |                                                               |
|  | \| \| Monolophosaurus \| \| \| \| \| \| Orionides \| \| \| \| |
|  |                                                               |
|  | Monolophosaurus                                               |
|  |                                                               |
|  | Orionides                                                     |
|  |                                                               |

|  | Monolophosaurus |
|  |                 |
|  | Orionides       |
|  |                 |

|  | Cryolophosaurus                                               |
|  |                                                               |
|  | Sinosaurus                                                    |
|  |                                                               |
|  | \| \| Monolophosaurus \| \| \| \| \| \| Orionides \| \| \| \| |
|  |                                                               |
|  | Monolophosaurus                                               |
|  |                                                               |
|  | Orionides                                                     |
|  |                                                               |

|  | Monolophosaurus |
|  |                 |
|  | Orionides       |
|  |                 |

|  | Dilophosaurus |
|  |               |
|  | Dracovenator  |
|  |               |

|  | Cryolophosaurus                                               |
|  |                                                               |
|  | Sinosaurus                                                    |
|  |                                                               |
|  | \| \| Monolophosaurus \| \| \| \| \| \| Orionides \| \| \| \| |
|  |                                                               |
|  | Monolophosaurus                                               |
|  |                                                               |
|  | Orionides                                                     |
|  |                                                               |

|  | Monolophosaurus |
|  |                 |
|  | Orionides       |
|  |                 |

|  | Cryolophosaurus                                               |
|  |                                                               |
|  | Sinosaurus                                                    |
|  |                                                               |
|  | \| \| Monolophosaurus \| \| \| \| \| \| Orionides \| \| \| \| |
|  |                                                               |
|  | Monolophosaurus                                               |
|  |                                                               |
|  | Orionides                                                     |
|  |                                                               |

|  | Monolophosaurus |
|  |                 |
|  | Orionides       |
|  |                 |

|  | Dilophosaurus |
|  |               |
|  | Dracovenator  |
|  |               |

|  | Cryolophosaurus                                               |
|  |                                                               |
|  | Sinosaurus                                                    |
|  |                                                               |
|  | \| \| Monolophosaurus \| \| \| \| \| \| Orionides \| \| \| \| |
|  |                                                               |
|  | Monolophosaurus                                               |
|  |                                                               |
|  | Orionides                                                     |
|  |                                                               |

|  | Monolophosaurus |
|  |                 |
|  | Orionides       |
|  |                 |

|  | Cryolophosaurus                                               |
|  |                                                               |
|  | Sinosaurus                                                    |
|  |                                                               |
|  | \| \| Monolophosaurus \| \| \| \| \| \| Orionides \| \| \| \| |
|  |                                                               |
|  | Monolophosaurus                                               |
|  |                                                               |
|  | Orionides                                                     |
|  |                                                               |

|  | Monolophosaurus |
|  |                 |
|  | Orionides       |
|  |                 |

|  | Dilophosaurus |
|  |               |
|  | Dracovenator  |
|  |               |

|  | Cryolophosaurus                                               |
|  |                                                               |
|  | Sinosaurus                                                    |
|  |                                                               |
|  | \| \| Monolophosaurus \| \| \| \| \| \| Orionides \| \| \| \| |
|  |                                                               |
|  | Monolophosaurus                                               |
|  |                                                               |
|  | Orionides                                                     |
|  |                                                               |

|  | Monolophosaurus |
|  |                 |
|  | Orionides       |
|  |                 |

|  | Cryolophosaurus                                               |
|  |                                                               |
|  | Sinosaurus                                                    |
|  |                                                               |
|  | \| \| Monolophosaurus \| \| \| \| \| \| Orionides \| \| \| \| |
|  |                                                               |
|  | Monolophosaurus                                               |
|  |                                                               |
|  | Orionides                                                     |
|  |                                                               |

|  | Monolophosaurus |
|  |                 |
|  | Orionides       |
|  |                 |

|  | Dilophosaurus |
|  |               |
|  | Dracovenator  |
|  |               |

|  | Cryolophosaurus                                               |
|  |                                                               |
|  | Sinosaurus                                                    |
|  |                                                               |
|  | \| \| Monolophosaurus \| \| \| \| \| \| Orionides \| \| \| \| |
|  |                                                               |
|  | Monolophosaurus                                               |
|  |                                                               |
|  | Orionides                                                     |
|  |                                                               |

|  | Monolophosaurus |
|  |                 |
|  | Orionides       |
|  |                 |

|  | Cryolophosaurus                                               |
|  |                                                               |
|  | Sinosaurus                                                    |
|  |                                                               |
|  | \| \| Monolophosaurus \| \| \| \| \| \| Orionides \| \| \| \| |
|  |                                                               |
|  | Monolophosaurus                                               |
|  |                                                               |
|  | Orionides                                                     |
|  |                                                               |

|  | Monolophosaurus |
|  |                 |
|  | Orionides       |
|  |                 |

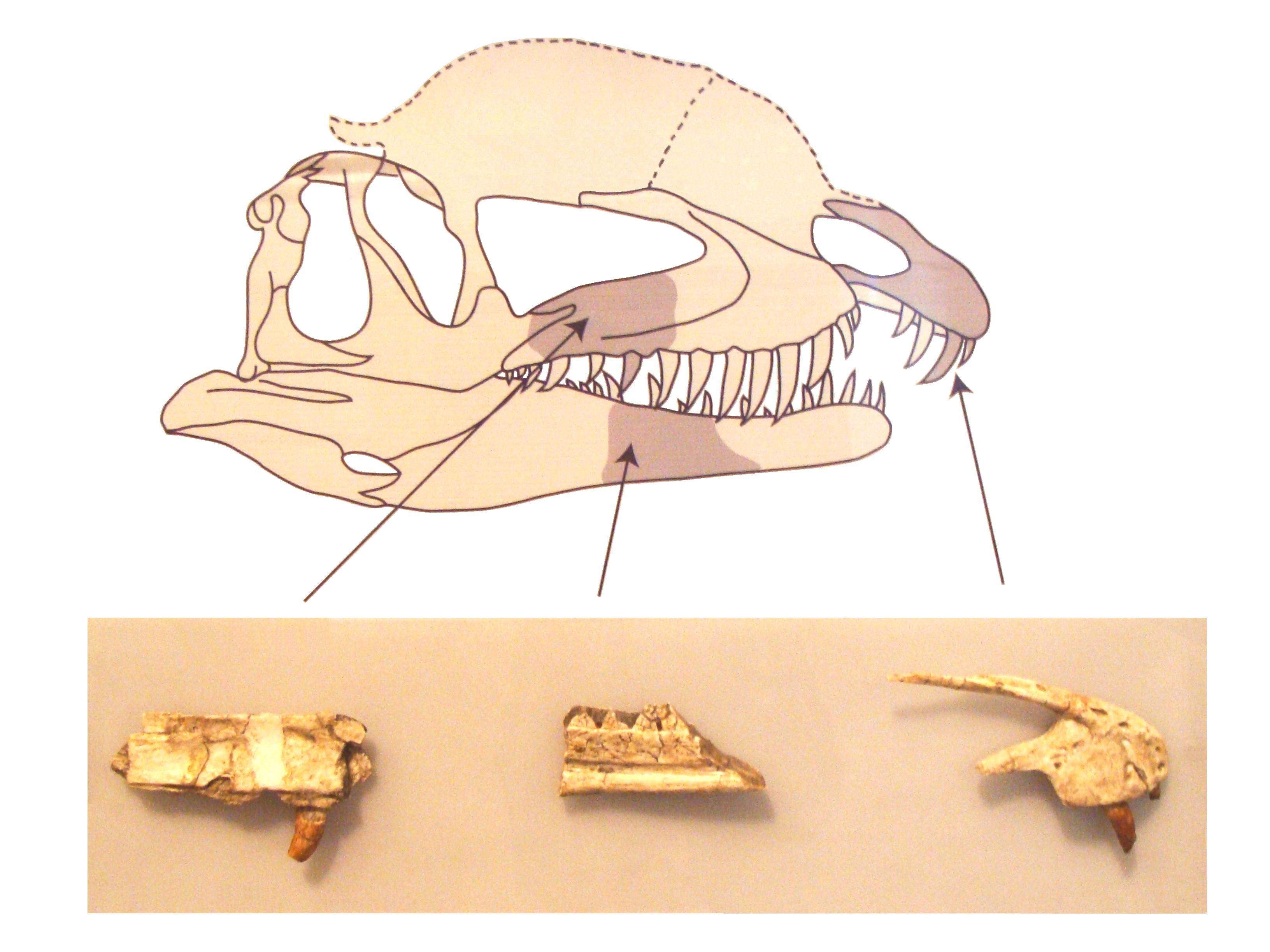
Ossos do crânio do Dracovenator, que pode ter sido um parente próximo de "Dilophosaurus" (em cujo crânio os ossos são plotados)

Em 2019, os paleontólogos Marion Zahner e Winand Brinkmann descobriram que os membros do Dilophosauridae são sucessivos táxons irmãos basais da Averostra, em vez de um clado monofilético (um grupo natural), mas notaram que algumas de suas análises encontraram o grupo válido, contendo Dilophosaurus, Dracovenator, Cryolophosaurus, e possivelmente Notatesseraeraptor como o membro mais basal. Eles, portanto, forneceram um diagnóstico para os Dilophosauridae, com base nas características da mandíbula inferior. Na análise filogenética que acompanhou sua redescrição de 2020, Marsh e Rowe encontraram todos os espécimes de Dilophosaurus para formar um grupo monofilético, irmão de Averostra, e mais derivado do que Cryolophosaurus. Sua análise não encontrou suporte para Dilophosauridae, e eles sugeriram que as cristas cranianas eram um traço plesiomórfico (ancestral) de Ceratosauria e Tetanurae.

## Paleobiologia

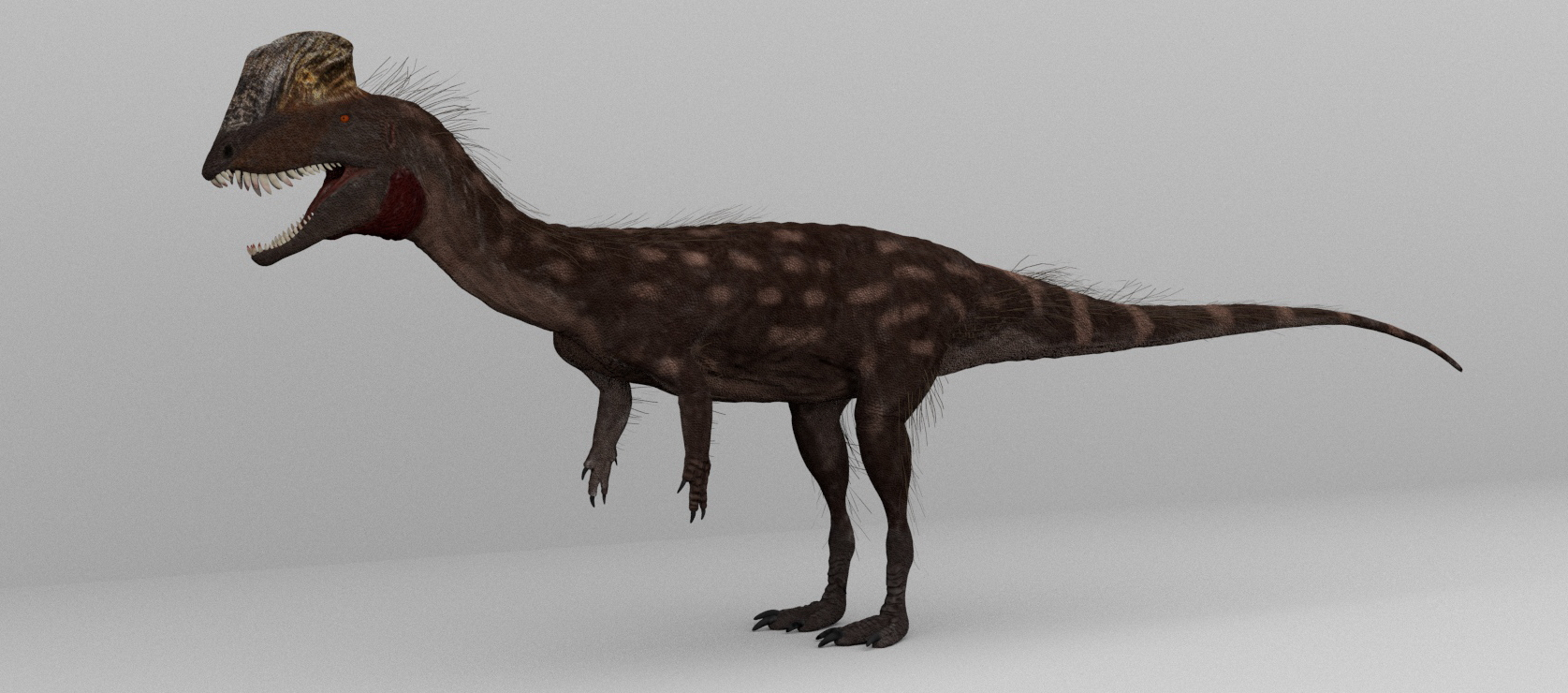
Reconstrução de um Dilophosaurus

O Dilophosaurus tinha duas marcas principais: suas duas cristas que certamente eram recobertas por material córneo colorido e deveriam possuir cores vivas, sua outra marca seria possuir quatro dedos nas patas dianteiras, em vez de três como muitos outros terópodes. A crina dele seria sustentada por duas arestas finas que sustentavam uma crina dupla, essas arestas eram separadas entre si formando uma espécie de "V"  sobre a cabeça do animal. Devido a fragilidade das mesmas, é muito provável que não eram usadas como arma de ataque ou defesa, sendo possivelmente utilizadas para a identificação entre outros indivíduos de mesma espécie ou então para atrair as fêmeas. Balançando a cabeça, os machos exibiam as cristas, mostrando vigor e tentando parecer maiores e mais ferozes (como são algumas aves hoje em dia) de que os concorrentes para conquistar uma parceira, dando ao carnívoro o direito de acasalar sem uma luta potencialmente danosa.

## Cultura popular

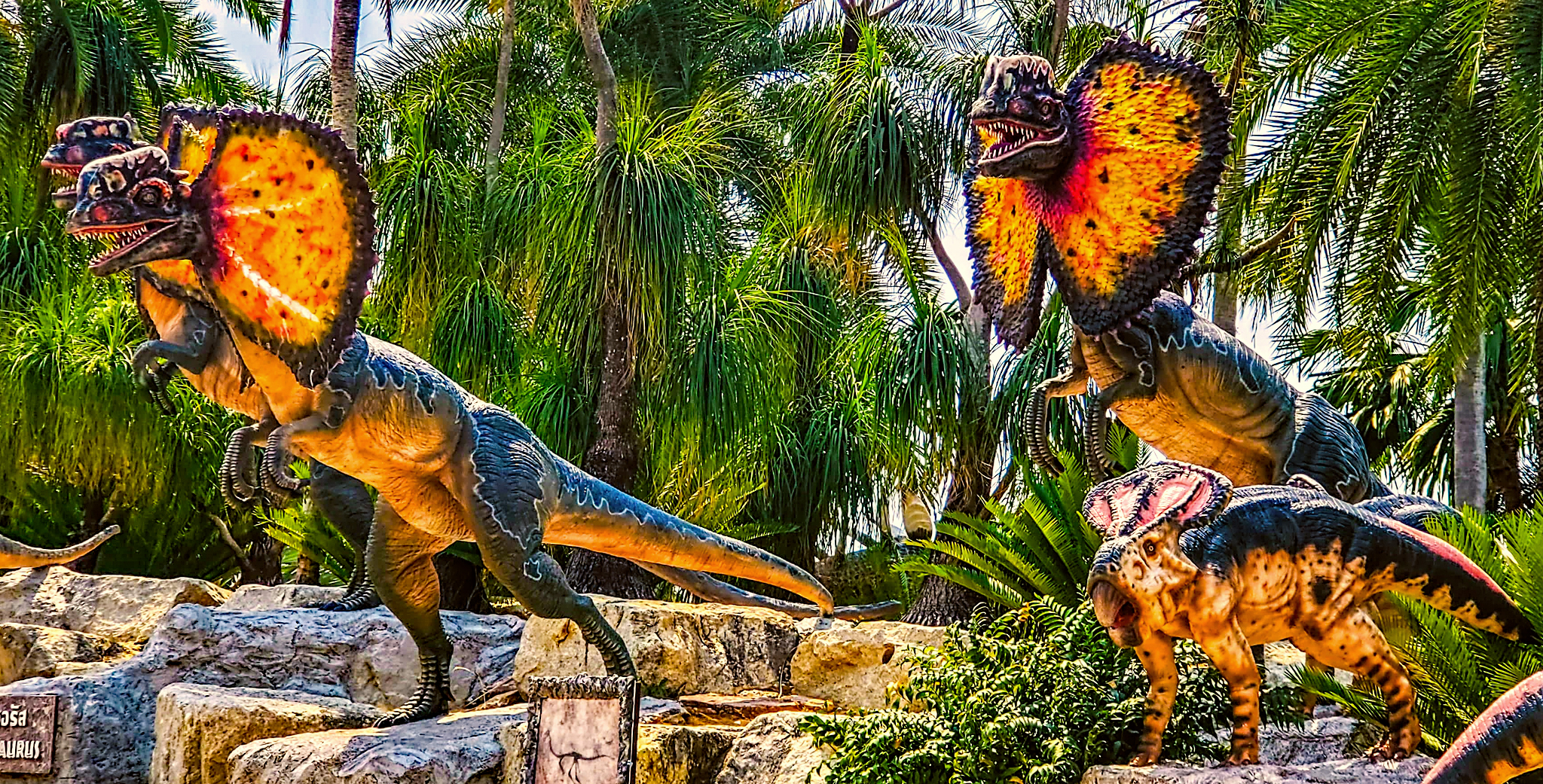
Modelos mostrando babados no pescoço no estilo Jurassic Park e posturas desatualizadas das mãos, Nong Nooch Dinosaur Valley

Essa espécie apareceu no romance Jurassic Park de 1990, do escritor americano Michael Crichton, e sua adaptação para o cinema de 1993 pelo diretor Steven Spielberg. O Dilophosaurus de Jurassic Park foi reconhecido como o "único desvio sério da veracidade científica" no livro de making-of do filme, e como o "mais ficcional" dos dinossauros do filme em um livro sobre Stan Winston Studios, que criou os efeitos animatrônicos. Sua cena mais icônica ocorre quando o personagem  de Wayne Knight (Dennis Nedry) é atacado após um acidente enquanto tentava fugir da ilha Nublar. Ao contrário do que é mostrado no filme, não há evidências de que este animal era capaz de cuspir veneno em suas vítimas, e muito menos, que abrisse uma gola como a do lagarto-dragão-australiano.
Em 2017, o Dilophosaurus foi designado como o dinossauro estadual do estado americano de Connecticut, tornando-se oficial com o novo orçamento estadual em 2019.

## Paleoambiente

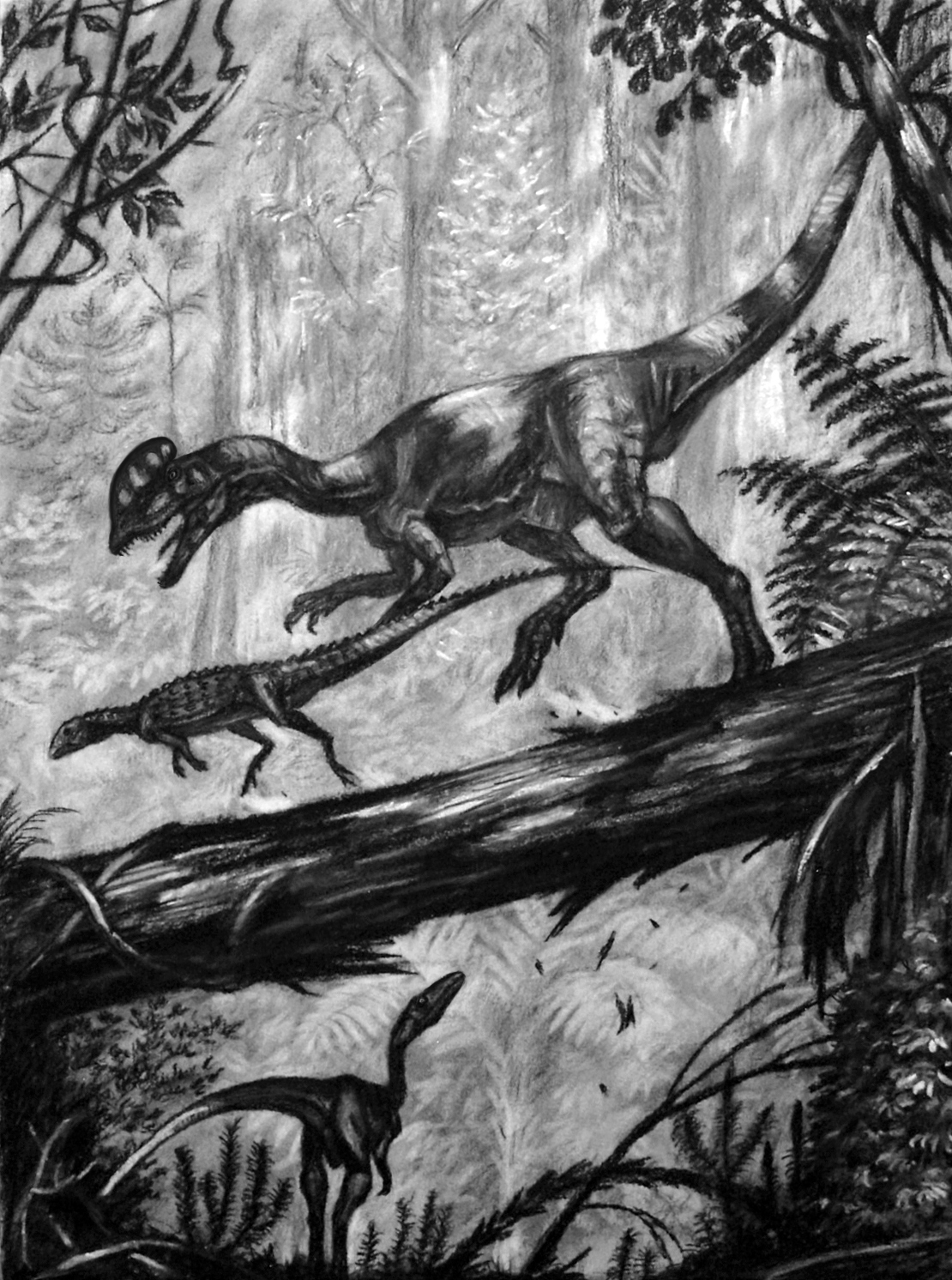
Restauração do Dilophosaurus perseguindo o Scutellosaurus

Este predador de tamanho médio habitava zonas de planície. Uma combinação de dedos longos e flexíveis nas patas superiores, dentes longos e finos, assim como uma abertura/falha dentária na mandíbula superior, fazia dele, um predador bem adaptado para a captura de presas menores. No topo da cabeça tinha um par de cristas de osso fino que em vida provavelmente seriam coloridas. Assim como as penas nos perus e pavões atuais, o Dilophosaurus poderá ter usado as cristas como órgãos sexuais secundários, alertando rivais ou como meio de obter a atenção de potenciais fêmeas. Esta seria uma forma eficaz de competir por comida e por fêmeas sem o risco de ferimentos.